# Paolo Pallia
Paolo Pallia (Rivara, 20 marzo 1809 – Bex, 7 novembre 1837) è stato un teologo, politico e patriota italiano.

## Biografia

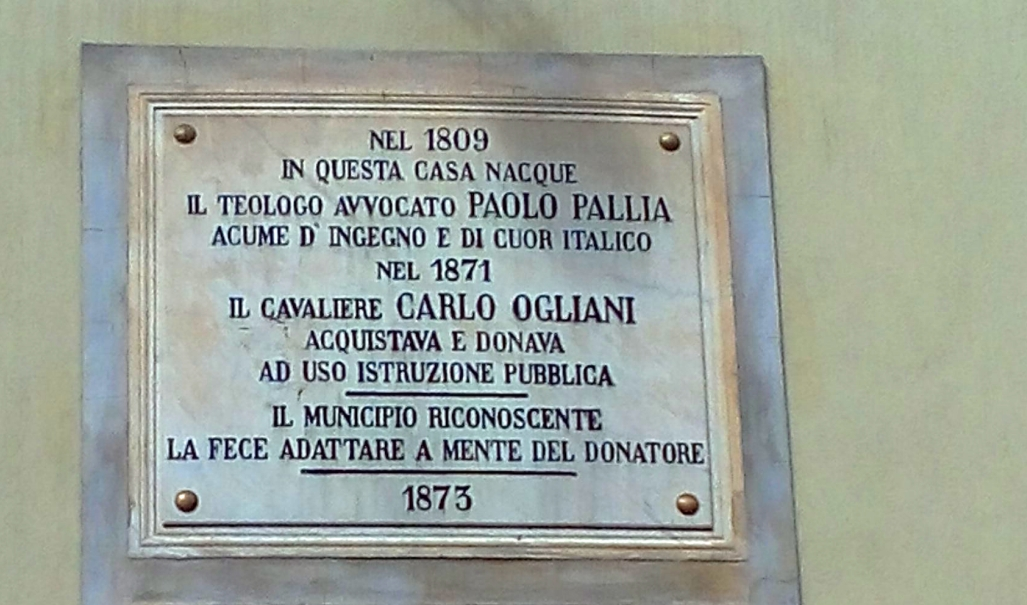
Lapide dedicata a Paolo Pallia (Rivara).

Brillante studioso si distinse per il raggiungimento della laurea in teologia a soli 17 anni il 16 giugno 1826. Non potendo essere ordinato Sacerdote per la giovane età, divenne ripetitore di filosofia. A causa di certi suoi ideali vicini ai promotori dei moti del 1821 e della sua frequentazione del salotto liberale di Vincenzo Gioberti, dovette lasciare Torino per ridursi a fare l'insegnante nella natia Rivara. Ritornato a Torino dopo due anni vi rimase sino al giugno del 1833, quando, indicato come componente della Giovine Italia dovette fuggire in Svizzera.
Nel paese elvetico partecipò alla preparazione ed al successivo infelice tentativo di invasione della Savoia del 1834. Un suo scritto a firma "Corso" fu pubblicato nell'ultimo fascicolo della Giovine Italia pubblicato a Marsiglia nel 1834. Dato l'esito negativo dell'azione in Savoia, si rifugiò a Parigi, dove fu accolto dalla comunità italiana locale. Divenne amico del Tommaseo e fu particolarmente apprezzato dalla comunità degli orientalisti. In quel periodo, tra le altre opere, tradusse il poema Arabo pre-islamico Lamyyiat al Arab di Shanfara.
Durante il suo esilio in Francia, e poi dopo nelle ultime fasi della sua vita in Svizzera, fu tratto d'unione tra Giuseppe Mazzini, cui stette al fianco, essendo componente della colonna da lui capitanata assieme al Generale Gerolamo Ramorino durante il tentativo di Invasione della Savoia del 3 febbraio 1834, e Vincenzo Gioberti che, esule in Bruxelles, aveva preso le distanze da quel movimento che sino al 1833 aveva appoggiato e spronato.
Ammalato di tisi si ritirò in Svizzera per essere più vicino alla famiglia rimasta a Rivara in attesa di ottenere la Grazia da Re Carlo Alberto. Presa residenza all'Hotel de L'Union in Bex, in seguito ad un incendio che minacciò la sua camera, trovò la morte per l'aggravarsi delle sue condizioni il 7 novembre 1837. Dopo la sua morte, Gioberti gli dedicò il primo dei suoi tanti scritti: La teorica del Soprannaturale. La dedica delicata e sentita che apriva il libro, non fu gradita negli ambienti Reali, tanto che la pubblicazione fu messa all'Indice.
Di lui non rimangono che i suoi scritti pubblicati. Il suo tumulo nel comune di Monthey (vicino a Bex, ma cattolico) andò disperso a causa dei lavori di costruzione di una strada e di una nuova chiesa. Buona parte dei suoi manoscritti furono usati come cartamodelli dalle sorelle sarte e, recentemente, la sua casa natale in Rivara è stata abbattuta per far posto ad una piazza, dopo aver servito come scuola sino ai primi anni sessanta.